# Maddalena Fagandini
Maddalena Fagandini (30 d'agost de 1929 – 29 de novembre 2012) va ser una música especialitzada en electrònica i productora televisió. Va treballar per la BBC als inicis de la dècada de 1950 com a part del Servei Italià abans d'esdevenir part del pioner Taller Radiofònic de la BBC el 1959. La seva feina al Taller Radiofònic va implicar crear jingles i senyals d'interval, utilitzant tècniques de música concreta per a la ràdio i televisió de la BBC. Durant el 1962 un dels seus senyals d'interval va ser reelaborat per George Martin, futur protuctor dels Beatles i rellançat sota el pseudònim de Ray Cath "ode", com a "Time Beat".
Maddalena Fagandini va deixar el Taller el 1966, desprçes de la introducció de sintetitzadors, per esdevenir productora televisiva i directora, treballant particularment en el camp d'ensenyament de llengües a la televisió. El primera la sèrie, Parliamo Italiano (1963) va resultar molt exitós. El van seguir altres sèries, més allunyades en el temps, que sovint relacionaven components de programes radiofònics i televisius, ensenyant italià (Conversazioni dins 1977 i Buongiorno Italia dins 1982/3), espanyol (Dígame dins 1978) i alemany (Kontakte dins 1971 i Deutsch Direkt dins 1985). Maddalena també va produir dues sèries televisives, anomenades The Devil's Music (una exploració històrica de música de Blues americana negra), dins 1976 i 1979, i una sèrie televisiva, titulada Mediterranean Cookery (1987).